# Pocsia septemseptata
Pocsia septemseptata är en svampart som beskrevs av Vezda 1982. Pocsia septemseptata ingår i släktet Pocsia, ordningen Verrucariales, klassen Eurotiomycetes, divisionen sporsäcksvampar och riket svampar.   Inga underarter finns listade i Catalogue of Life.